# Condado de Koochiching
O Condado de Koochiching é um dos 87 condados do estado americano de Minnesota. A sede do condado é International Falls, e sua maior cidade é International Falls.
O condado possui uma área de 8 170 km² (dos quais 135 km² estão cobertos por água), uma população de 14 355 habitantes, e uma densidade populacional de 2 hab/km² (segundo o censo nacional de 2000). O condado foi fundado em 1906.